# Ржасновка
Ржасновка (чеш. Řásnovka) — небольшая улица в Праге, столице Чехии. Находится в Старом городе, проходит от Гаштальской площади до улицы Революции. Название получила в честь гетмана Страговского монастыря Яна Ржасного из Ржаснова.
На улице растёт дуб, возраст которого составлял приблизительно 165 лет на 2001 год. Это единственный подобный памятник в Старом городе.
Протяжённость улицы составляет более 300 метров.

## История
Известна с 14 века под названием Славиччина (чеш. Sláviččina). Первоначально улица имела форму арки, которая соединяла Гаштальскую площадь с улицей Градебни, после пражской перестройки в конце 19 века её форма стала неправильной.
В разное время улица носила названия:
- 14 век — «Славинчина» по фамилии Славицкий (Slávičky) владельца одного из домов.
- 15 век — «Среди королей» (чеш. Mezi krály)
- до 1850 года — «Шнекова»
- с 1894 года — «Рясновка».

## Здания и сооружения
- Дом 1 — гостиница «Каса Марчелло»[5].

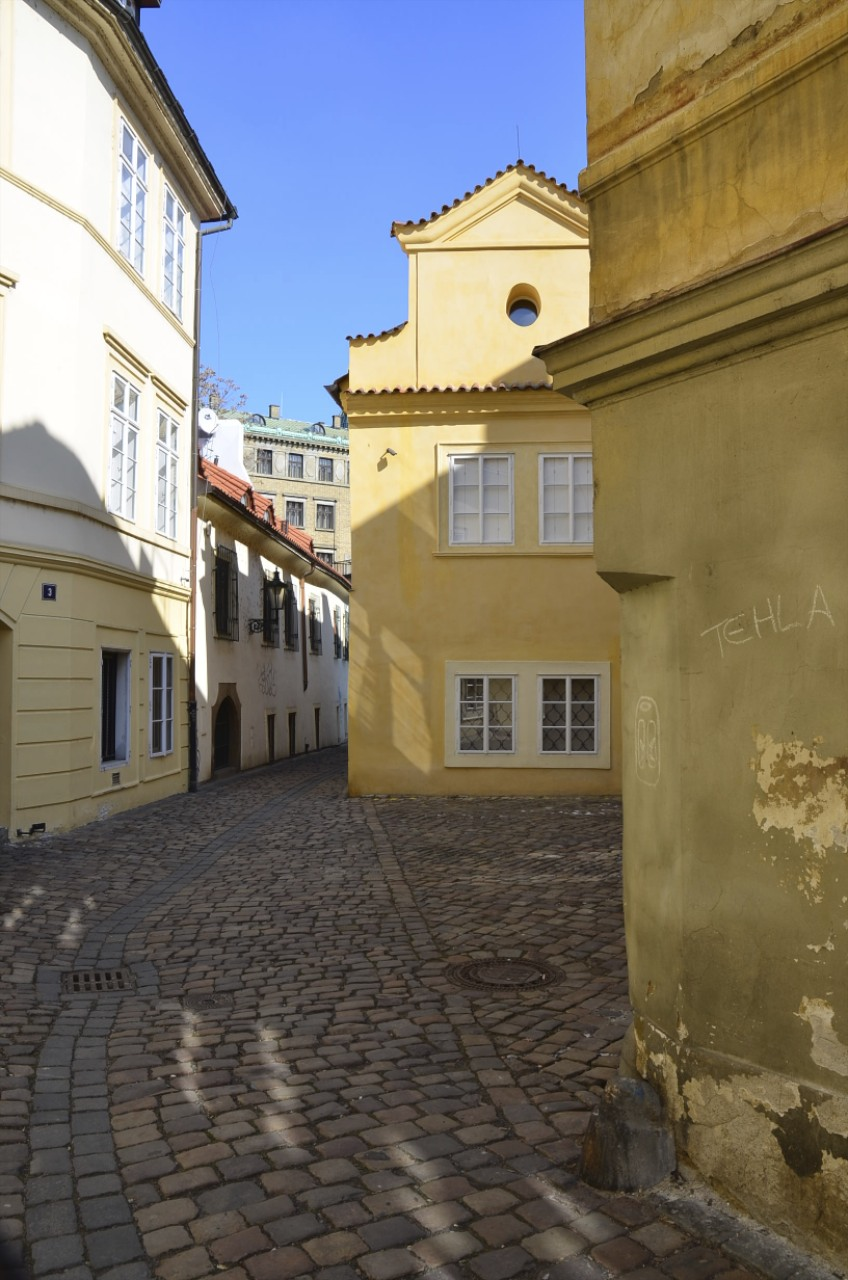
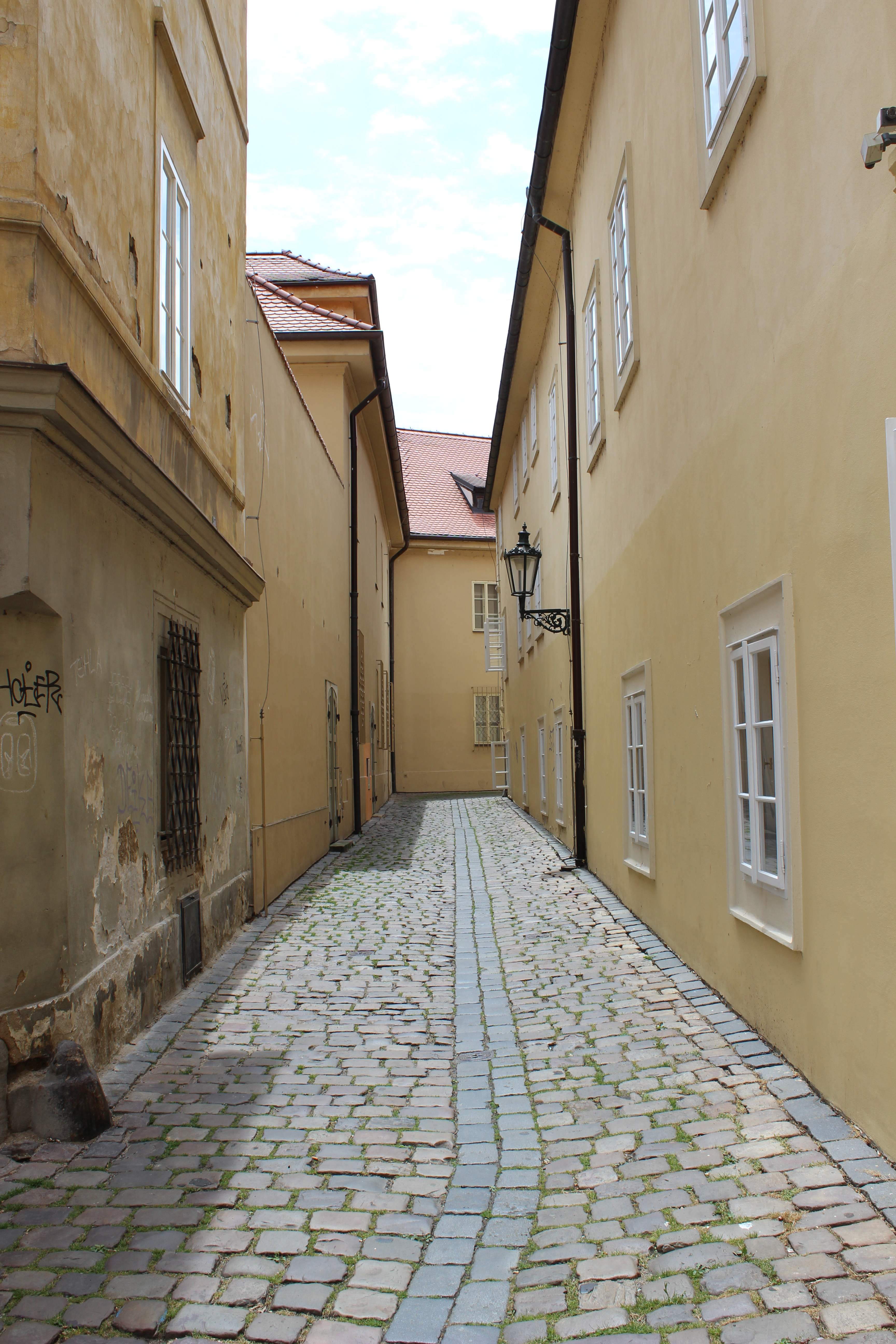
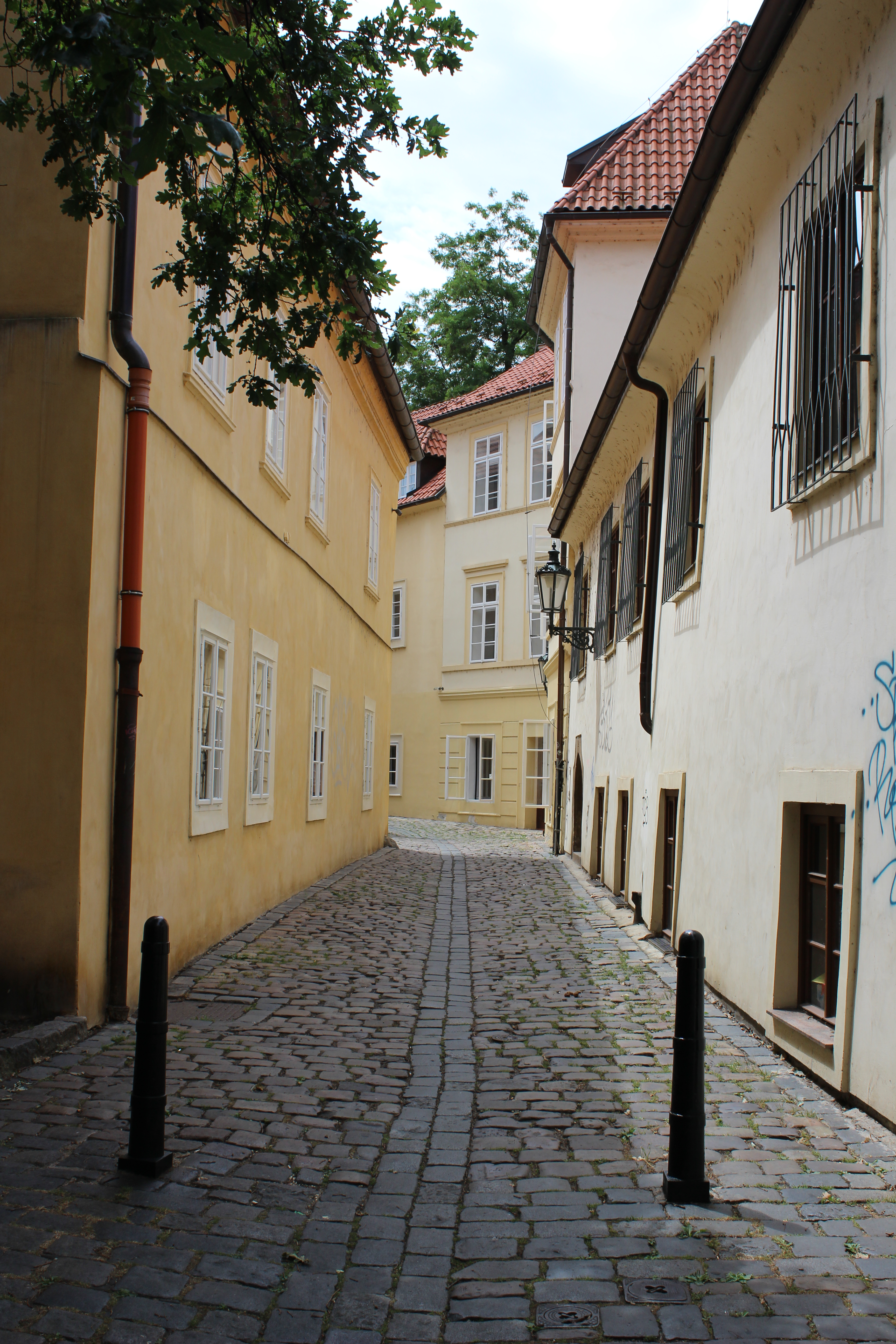
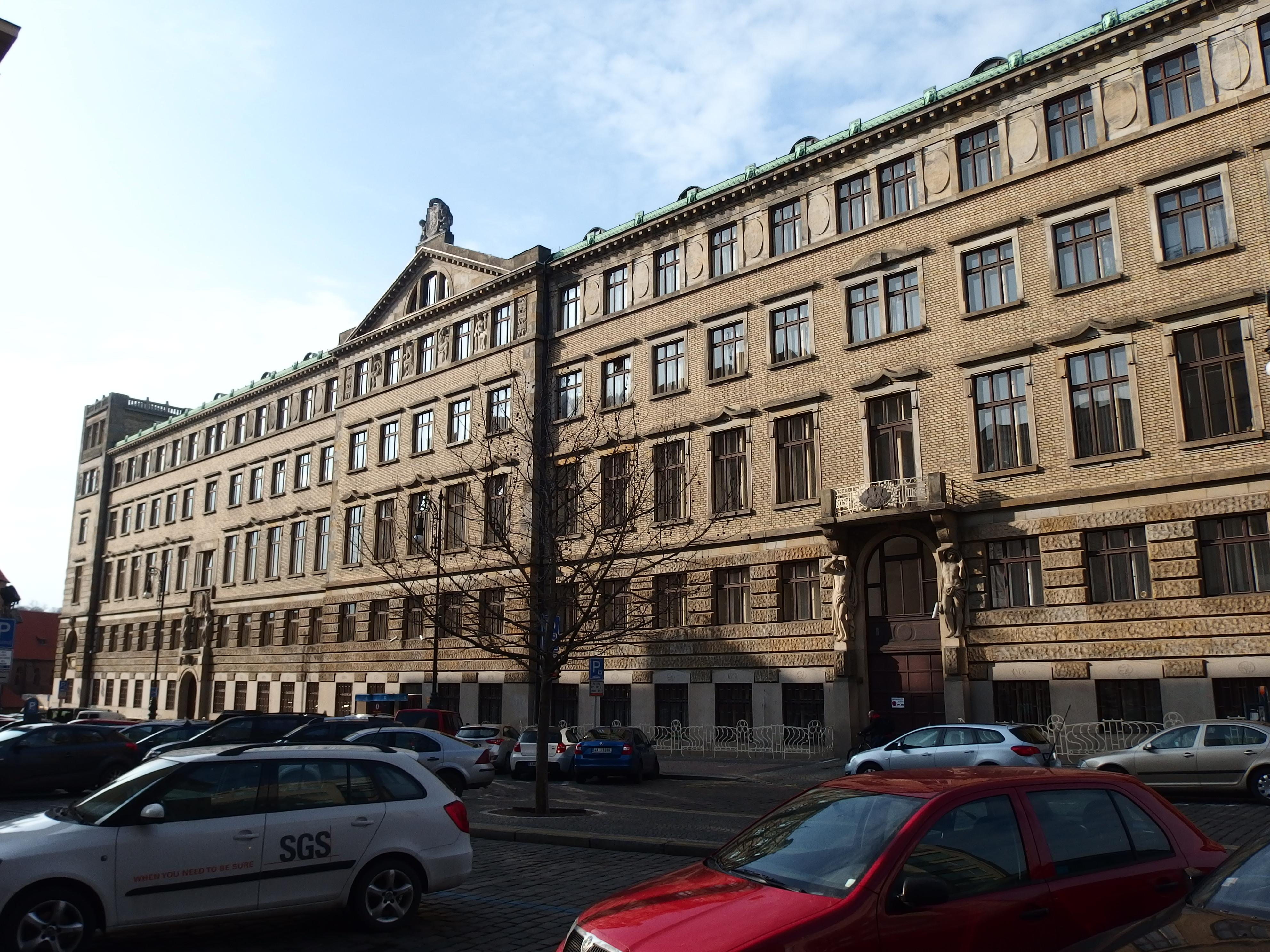
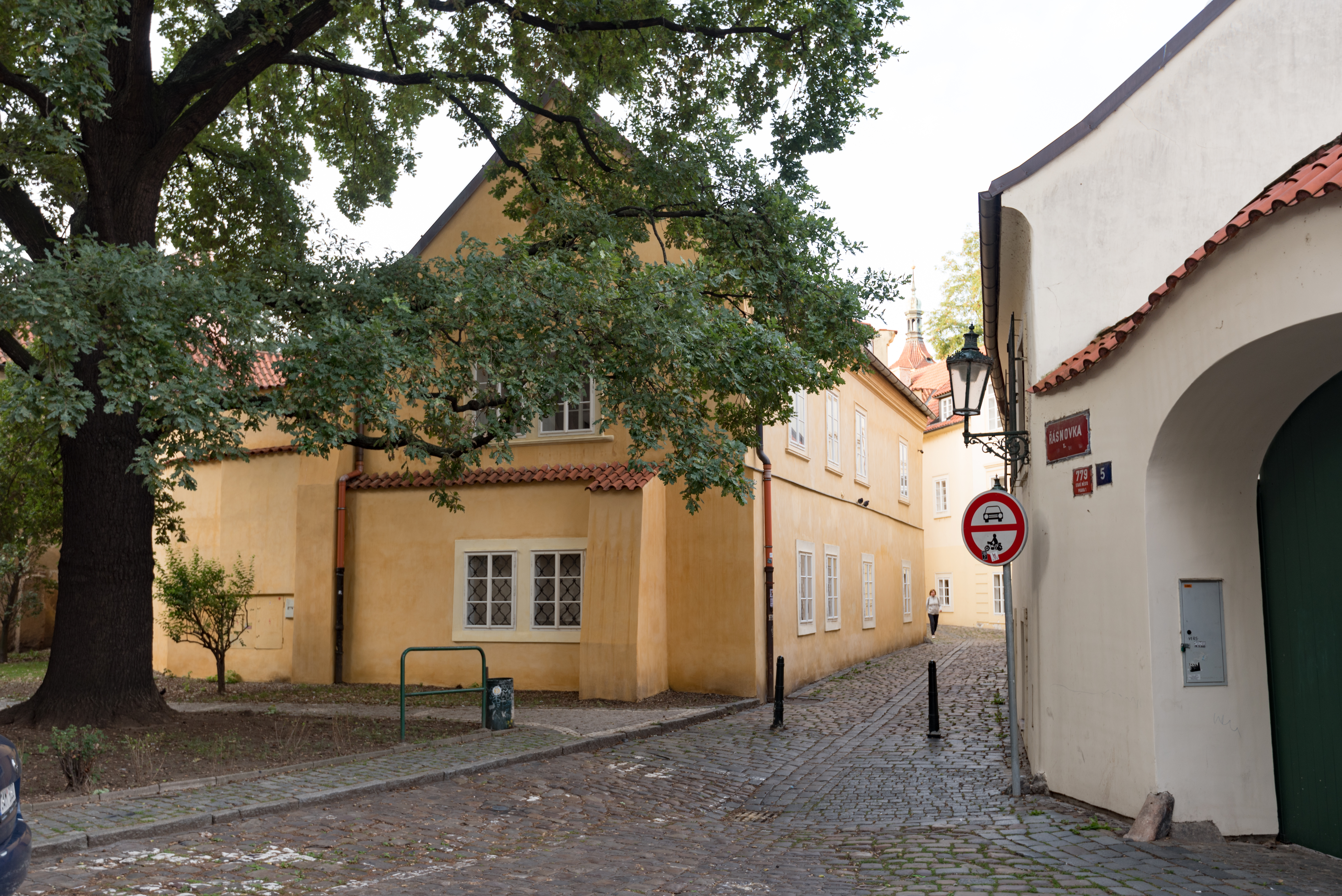
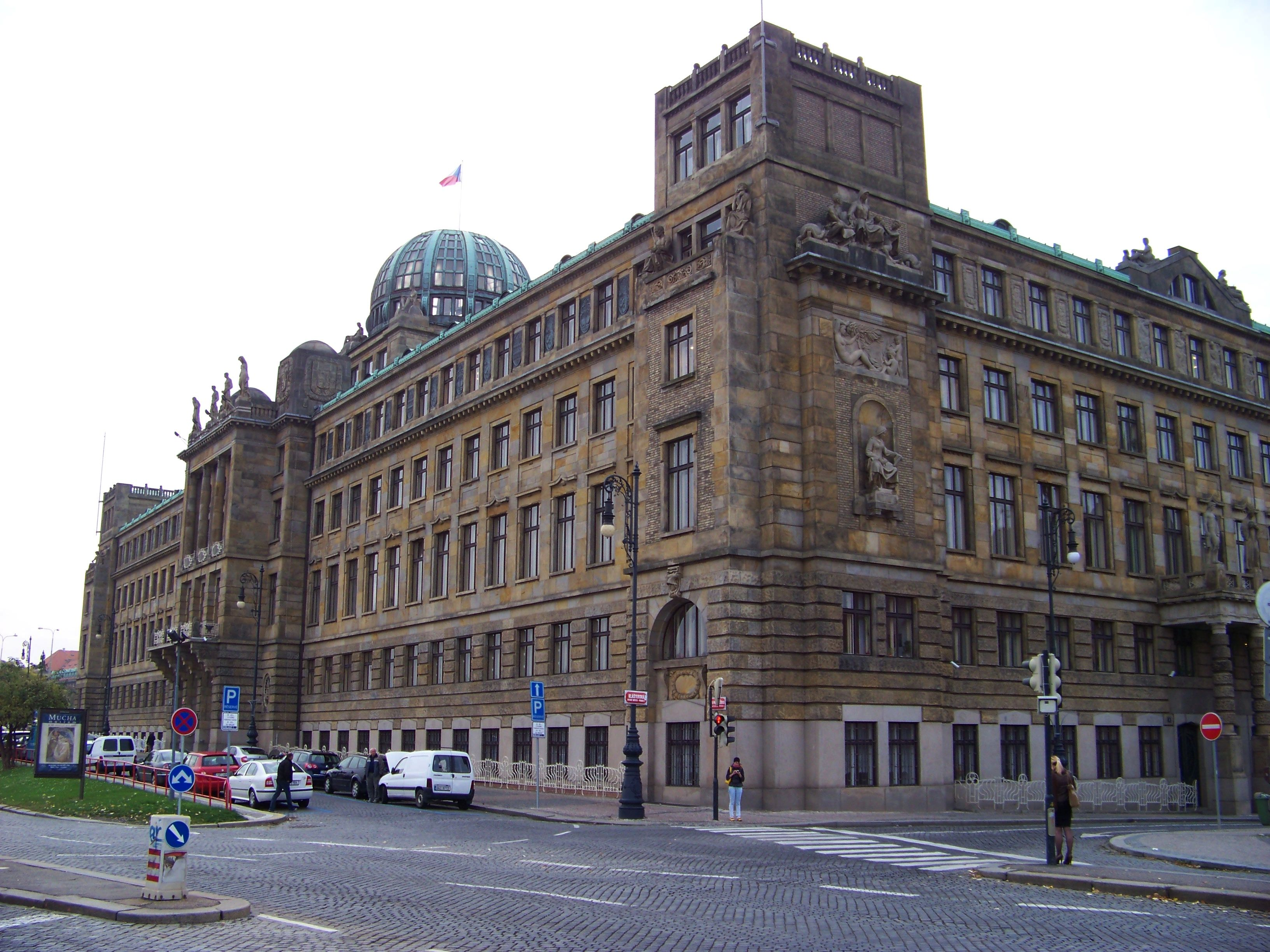

- Дома 2 и 5 — детский сад[6].

- Дом 8 — Офисный дом[7].